# Chrome, Smoke & BBQ
Chrome, Smoke & BBQ é um box set com quatro cds da banda americana de blues-rock ZZ Top, lançado em 2003. Com algumas faixas da atinga banda de Billy Gibbons The Moving Sidewalks. A primeira edição do box set fazia uma imitação de um velho bar de beira de estrada. Esta compilação trazia a mixagem original dos clássicos dos três primeiros álbuns da banda, ja que a primeira prensagem do disco teria sofrido uma remixagem, para deixar o som mais moderno e não muito datado.

## Faixas
Todas as faixas por Billy Gibbons, Dusty Hill e Frank Beard, exceto onde assinado.

### Disco 1
1. "You Make Me Shake" (Gibbons) – 3:02
  - performance por Moving Sidewalks
2. "Joe Blues" (Gibbons, Dan Mitchell, Tom Moore, Don Summers) – 7:36
  - performance por Moving Sidewalks
3. "Crimson Witch" (Gibbons) – 3:03
  - performance por Moving Sidewalks
4. "Miller's Farm" (Gibbons) – 2:36
5. "Salt Lick" (Gibbons) – 2:46
6. "Brown Sugar" (Gibbons) – 5:22
7. "Goin' Down to Mexico" (Gibbons, Hill, Bill Ham) – 3:22
8. "Just Got Back from Baby's" (Gibbons, Ham) – 4:10
9. "Francine" (Gibbons, Kenny Cordray, Steve Perron) – 3:34
10. "Just Got Paid" (Gibbons, Ham) – 4:28
11. "Ko Ko Blue" – 4:32
12. "Chevrolet" (Gibbons) – 3:21
13. "Bar-B-Q" (Gibbons, Ham) – 3:28
14. "Sure Got Cold After the Rain Fell" (Gibbons) – 7:20
15. "Whiskey 'n' Mama" (Gibbons, Hill, Beard, Ham) – 3:22
16. "La Grange" – 3:53
17. "Waitin' for the Bus" (Gibbons, Hill) – 2:53
18. "Jesus Just Left Chicago" – 3:30
19. "Beer Drinkers and Hell Raisers" – 3:25
20. "Master of Sparks" (Gibbons) – 3:30

### Disco 2
1. "Precious and Grace" – 3:11
2. "Shiek" (Gibbons, Hill) – 4:06
3. "Thunderbird" [live] – 3:04
4. "Jailhouse Rock" [live] (Jerry Leiber, Mike Stoller) – 1:55
5. "Nasty Dogs and Funky Kings" – 2:45
6. "Heard It on the X" – 2:26
7. "Blue Jean Blues" – 4:45
8. "Mexican Blackbird" – 3:06
9. "Tush" – 2:18
10. "It's Only Love" – 4:23
11. "Arrested for Driving While Blind" – 3:06
12. "El Diablo" – 4:22
13. "Enjoy and Get It on" – 3:25
14. "She's a Heartbreaker" – 3:03
15. "Asleep in the Desert" (Gibbons) – 3:29
16. "I Thank You" (Isaac Hayes, David Porter) – 3:26
17. "Cheap Sunglasses" – 4:48
18. "I'm Bad, I'm Nationwide" – 4:49
19. "A Fool for Your Stockings" – 4:15
20. Degüello Album Radio Spot – 1:02
21. "Manic Mechanic" – 2:38
22. "She Loves My Automobile" – 2:24
23. "Leila" – 3:16
24. "Tube Snake Boogie" – 3:02

### Disco 3
1. "I Wanna Drive You Home" – 4:48
2. "It's So Hard" – 5:11
3. "Pearl Necklace" – 4:06
4. "Heaven, Hell or Houston" – 2:33
5. "Gimme All Your Lovin'" – 4:00
6. "Got Me Under Pressure" – 4:01
7. "TV Dinners" – 3:51
8. "Sharp Dressed Man" – 4:14
9. "Legs" (Single version) – 3:36
10. "I Got the Six" – 2:53
11. "Dirty Dog" – 4:03
12. "If I Could Only Flag Her Down" – 3:42
13. "Sleeping Bag" – 4:04
14. "Stages" – 3:34
15. "Woke Up with Wood" – 3:47
16. "Rough Boy" – 4:52
17. "Can't Stop Rockin'" – 3:05
18. "Planet of Women" – 4:05
19. "Velcro Fly" – 3:31
20. "Delirious" – 3:40

### Disco 4
1. "Concrete and Steel" – 3:50
2. "Lovething" – 3:26
3. "Penthouse Eyes" – 3:50
4. "My Head's in Mississippi" – 4:20
5. "Give It Up" – 3:32
6. "Doubleback" – 3:58
7. "2000 Blues" – 4:42
8. "Reverberation (Doubt)" (Roky Erickson, Tommy Hall, Stacy Sutherland) – 3:03
9. "Viva Las Vegas" (Doc Pomus, Mort Shuman) – 4:46
10. "Gun Love" – 3:42
11. "Francine" [Spanish] (Gibbons, Cordray, Perron) – 2:56
12. "Cheap Sunglasses" [live] – 5:14
13. "Legs" [Dance Mix] – 7:57
14. "Viva Las Vegas" [12" Remix] (Pomus, Shuman) – 8:39
15. "Give It Up" [2,800 Mile Remix] – 6:25
16. "Velcro Fly" [12" Remix] – 6:38

## Banda
- Billy Gibbons: guitarra e vocal
- Dusty Hill: baixo
- Frank Beard: bateria